# جاده ۱۶ (ایران)
جاده ۱۶، جاده‌ای در شمال غربی ایران است که از گیلان آغاز می‌شود و از شهرهای تبریز، اردبیل و سراب می‌گذرد و به ترکیه متصل می‌شود. قسمتی از این جاده به خاطر گذر از میان دریاچهٔ ارومیه توسط پل، بسیار مهم است.

## پل دریاچه ارومیه
این پل دو استان آذربایجان شرقی و آذربایجان غربی را از فراز دریاچه ارومیه به هم می‌پیوندد. بزرگراه در ۲۳ آبان ۱۳۸۷ تکمیل شد. این پل در زمان بهره‌برداری، بزرگ‌ترین پروژهٔ پل در ایران است.
این پل با هزار و هفتصد متر درازترین پل ایران است که فاصلهٔ تبریز و ارومیه را ۱۳۵ کیلومتر کاهش می‌دهد. فاصلهٔ تهران تا ارومیه با گذر از پل، حدود ۷۸۰ کیلومتر است. این پل نقش مهمی در توسعهٔ مبادلات فرهنگی، گردشگری، تجارت متقابل، حفظ زمان، کاهش مصرف سوخت و کاهش تصادف‌های جاده‌ای دارد.